# Comino Ventura
Comino Ventura o Comin Ventura (Sabbio Chiese, XVI secolo – Bergamo, 17 gennaio 1617) è stato un tipografo e editore italiano.

## Biografia
Egli diede inizio ad una tradizione continuativa della tipografia bergamasca: prima come collaboratore, e poi dal 14 agosto 1578 successore, del compaesano Vincenzo da Sabbio.
L'incarico da parte del Comune di Bergamo costituì il punto d'arrivo di una lunga esperienza di lavoro in varie località in Italia e all'estero.
Persona molto colta, fu notevolmente apprezzato sia per i contenuti e il numero dei libri che diede alle stampe, sia per la loro qualità tipografica. Nonostante l'opera del Ventura fosse proseguita molto bene per merito di stampatori di ottimo livello, la città non poté più vantare un tipografo di uguale valore.

## Principali opere stampate
- Il sole della lingua santa di Guglielmo Franchi (1591)  la prima grammatica ebraica in italiano[1];
- La caccia di Erasmo da Valvasone (1591);
- Lo specchio della guerra di Francesco Panigarola (1595).